# 卡普利山
79°32′S 83°13′W / 79.533°S 83.217°W
卡普利山（英語：Mount Capley），是南極洲的山峰，位於埃爾斯沃思地，屬於赫里蒂奇嶺的一部分，海拔高度1,810米，美國地質調查局根據測量和該國海軍的空中照片繪入地圖，現時由南極條約體系管理。